# Segmentazione (biologia)
In biologia, con il termine segmentazione si intende un intenso processo in cui l'ovulo fecondato subisce una serie di divisioni mitotiche che portano alla divisione in cellule chiamate blastomeri.

## Obiettivo e significato
La segmentazione ha un significato ben preciso, non va assolutamente intesa come un insieme di semplici divisioni mitotiche, che si alternano seguendo un non ben precisato piano temporale. L'obiettivo della segmentazione è quello di portare l'uovo ad uno stadio pluricellulare dove le cellule non hanno necessariamente dimensioni analoghe ma è fondamentale che assumano i parametri dimensionali tipici delle cellule embrionali. In definitiva la segmentazione non è altro che, una predisposizione allo sviluppo dell'individuo, le cellule (blastomeri) assumono delle dimensioni che mantengono anche in gastrulazione ed in neurulazione, eventuali modifiche sono dovute all'assorbimento di acqua in caso di organismi marini che depositano le uova in ambiente non asciutto (tipico esempio è l'anfibio). Questo, ci fa capire, che la massa dell'uovo durante la segmentazione non varia mai, quindi la somma delle masse dei singoli blastomeri deve dare la massa dell'uovo non segmentato. 
Durante la segmentazione si ha un notevole aumento del materiale genetico (DNA), infatti questo aumenta in progressione geometrica ad ogni divisione mitotica che riguarda un blastomero. Molto importante è l'aumento dell'indice N/P (indice nucleo-plasmatico o nucleo-citoplasmatico, ovvero il rapporto tra le dimensioni del nucleo e quelle del citoplasma). L'aumento è giustificato dal fatto che il materiale genetico aumenta, ma in termini solo di quantità, quindi ogni volta che un blastomero si divide, si ottiene un altro blastomero con esattamente lo stesso materiale genetico, ma con citoplasma dimezzato (questo spiega l'aumento in progressione geometrica della quantità di DNA).

## Classificazione di uova
Le uova vengono classificate in base al loro contenuto di tuorlo e vengono distinte in uova:
- Alecitiche: prive di tuorlo
- Oligolecitiche: poco tuorlo e distribuito uniformemente (tipiche di anfiosso e mammiferi)
- Centrolecitiche: abbondante tuorlo disposto centralmente. Queste uova hanno forma particolare, infatti sono costituite da uno strato di citoplasma molto sottile che circonda l'uovo, il tuorlo posto in posizione centrale avvolto dal sottile citoplasma suddetto, al centro del tuorlo si presenta il nucleo dell'uovo (tipiche degli insetti e dei crostacei)
- Telolecitiche: tuorlo abbondante e posto concentricamente (tipiche di uccelli e rettili)
- Mesolecitiche: quantità media di tuorlo disposto comunemente al polo vitellino o "vegetativo" (tipiche degli anfibi)

Dopo la 3ª segmentazione, si formano 4 blastomeri nel polo animale e 4 nel polo vitellino, i primi si dicono quartetto animale mentre i rimanenti quartetto vitellino. Dopo la 4ª divisione si formano 8 blastomeri animali e 8 vitellini, i primi si dicono corona animale, i rimanenti corona vitellina.

## Tipi di segmentazione
La segmentazione è fortemente influenzata dalla quantità di tuorlo (deutoplasma) presente all'interno dell'uovo, di seguito viene presentata una lista dei vari tipi di segmentazione, la modalità è dipendente dal tuorlo presente:
- Oloblastica: tipica delle uova oligolecitiche e mesolecitiche, si dice anche totale in quanto i blastomeri vengono segmentati nella loro totalità, ovvero il citoplasma si dimezza completamente, in citodieresi, dando origine ad altri due blastomeri.

- Meroblastica: tipica delle uova telolecitiche e centrolecitiche, si dice anche parziale in quanto i blastomeri vengono divisi solo parzialmente in altri due blastomeri che comunemente prendono il nome di merociti. È fondamentale sottolineare che nonostante si formino dei merociti, le due cellule hanno nucleo e materiale genetico ben distinto, condividono solo ed esclusivamente il citoplasma e non altro.

- Pseudo-oloblastica: tipica delle uova isolecitiche, in cui sembra che la segmentazione interessi tutto l'uovo, in realtà il tuorlo è già stato eliminato.

La segmentazione oloblastica si divide ancora in:
- Subeguale: tipica dell'anfiosso, si originano due blastomeri perfettamente identici o che comunque differiscono per parametri dimensionali irrilevanti (attenzione: spesso si parla di micromeri e macromeri anche nel caso di segmentazione oloblastica subeguale, ma è solo per distinguere i blastomeri del polo animale che prendono il nome di micromeri da quelli del polo vitellino che prendono il nome di macromeri, ma le dimensioni non si discostano di molto)

- Ineguale o diseguale: tipica degli anfibi, si originano due blastomeri che non sono perfettamente uguali ma presentano differenze esclusivamente dimensionali. I blastomeri del polo animale sono più piccoli e si dicono micromeri a differenza di quelli del vegetativo che si dicono macromeri.

La segmentazione meroblastica può essere:
- Discoidale: tipica degli uccelli e dei rettili, consiste nella divisione di una zona citoplasmatica decisamente ridotta nella quale è localizzato il nucleo. Si parla di disco germinativo o cicatricula, questa porzione si trova al polo animale ed è sottesa da una grande quantità di deutoplasma (tuorlo).
- Superficiale: tipica degli insetti, è una segmentazione molto particolare che consiste nella mitosi del nucleo con formazione di numerosissimi nuclei che migrano verso lo strato di citoplasma superficiale formando una sorta di epitelio di contorno al tuorlo.

## Altro criterio di classificazione
La segmentazione oltre alla quantità di tuorlo presente nell'uovo, può essere analizzata in base al criterio di divisione della cellula:
- Radiale: tipica segmentazione osservabile nell'anfiosso, i piani di segmentazione della cellula uovo sono paralleli o perpendicolari all'asse polare dell'uovo. Il risultato di questa segmentazione prima della formazione del blastocele è l'ordinata distribuzione dei blastomeri a raggiera. Osservando lo zigote segmentato da uno dei due poli, è possibile notare la disposizione dei blastomeri su colonne e piani in maniera perfettamente ordinata. È comunemente nota come segmentazione regolativa in quanto isolando i singoli blastomeri in via di segmentazione, questi sono in grado di regolare le loro attività dando vita a forme embrionali di dimensioni ridotte ma perfettamente sane.

- Spirale: i piani di segmentazione non sono perfettamente paralleli o perpendicolari all'asse polare dell'uovo ma trasversali ad esso, questo implica che le cellule tendono ad accavallarsi l'una sull'altra. Lo zigote segmentato ha un aspetto profondamente diverso proprio per la disposizione singolare dei blastomeri. Tutti gli organismi con segmentazione a spirale prendono il nome di spiralia. Questa segmentazione si dice anche "a mosaico" in quanto ogni blastomero dello zigote segmentato ha un ruolo importante nello sviluppo embrionale, infatti isolando uno di essi, lo sviluppo si arresta o comunque si ottengono larve non sane.

## Tipi di blastula
La segmentazione porta in ogni caso alla formazione di uno stadio embrionale che prende il nome di blastula. Le blastule possono essere così distinte:
- Celoblastula: tipica dell'anfiosso e dell'anfibio, presenta un blastocele (o celoma primario) che può essere localizzato in posizione centrale (come nell'anfiosso) o in posizione eccentrica (come negli anfibi). La posizione eccentrica è giustificata dalla presenza di blastomeri più grandi e corposi detti macromeri. Si origina comunemente da segmentazione oloblastica
- Discoblastula: tipica degli uccelli e dei rettili, è una blastula particolare che presenta una cavità detta cavità sottogerminale, formata superiormente da una disposizione di blastomeri a significato embriogenetico detta zona pellucida e lateralmente da una zona di merociti più corposa detta zona opaca. Si parla di zona pellucida in quanto si presenta leggermente trasparente proprio per lo strato sottile di blastomeri che si stacca a partire dalla 3ª segmentazione a differenza di quella opaca che, essendo costituita da merociti corposi, non dà la possibilità di intravedere il contenuto. Nella zona inferiore (come una sorta di pavimento) la cavità sottogerminale è limitata da un sincizio formato sempre da merociti che poggiano sull'abbondante tuorlo delle uova telolecitiche, per questa situazione si parla di sincizio perilecitico. La discoblastula si origina comunemente da segmentazione meroblastica.
- Periblastula: tipica degli insetti e dei crostacei, ha forma affusolata molto simile ad un'ellisse, si origina comunemente da segmentazione meroblastica superficiale
- Blastocisti: tipica dei mammiferi placentati (come l'uomo), è un tipo particolare di blastula in quanto formata da uno strato a significato epiteliale che circonda la blastula detto trofoblasto ed internamente presenta un ammasso cellulare a significato embriogenetico detto embrioblastema o anche bottone embrionale o ancora disco embrionale. Il trofoblasto ha significato esclusivamente extraembrionale, contribuisce all'impianto della blastocisti (6º-7º giorno) a differenza del bottone embrionale che ha significato prevalentemente embrionale. In effetti dal bottone embrionale in gastrulazione si stacca per immigrazione un gruppo di cellule che forma l'endoblasto vitellino (o endoblasto extraembrionale) utile per coprire il poco tuorlo presente nelle uova di mammiferi placentati. La parte rimanente del bottone è effettivamente embriogenetica, cioè darà vita a foglietti esclusivamente embrionali

## Leggi della segmentazione
La segmentazione segue ben precise leggi che di seguito vengono esposte:
- Legge di Balfour: la velocità di segmentazione è inversamente proporzionale alla quantità di tuorlo. Questa legge ci fa capire che uova oligolecitiche, come quelle dell'anfiosso, segmentano molto più rapidamente di quelle telolecitiche tipiche degli uccelli.
- Legge di Hertwig: il piano di segmentazione risulta essere disposto perpendicolarmente all'asse del fuso di divisione mitotica, ovvero disposto secondo la minore estensione citoplasmatica.

La legge di Balfour è di facile comprensione, spieghiamo quella di Hertwig. 
La segmentazione come detto è una pluralità di mitosi, quindi come tutte le mitosi esiste un asse del fuso che va da un diplosoma all'altro (cioè da una coppia di centrioli all'altra, che rappresentano i futuri centrosomi). Secondo Hertwig, questo asse del fuso è disposto lungo la maggiore estensione di citoplasma de segmentare, per fissare l'idea, immaginiamo il disco germinativo degli uccelli. I dischi hanno una forma schiacciata a lente biconcava. Seguendo Hertwig, l'asse del fuso è disposto da un punto all'altro del disco in modo che occupi la maggiore estensione del disco stesso. Compreso questo, è ovvio che il piano di segmentazione risulta perpendicolare all'asse del fuso e quindi occupa la parte di minore estensione citoplasmatica del disco, ovvero va da un polo all'altro del disco stesso. La legge di Hertwig è utile per capire come funziona la segmentazione e per quale motivo avvenga lungo un piano invece di un altro, quindi alla base di questo interessante fenomeno non c'è casualità.